# Schweizer Schöterich
Der Schweizer Schöterich oder Rhätische Schöterich (Erysimum rhaeticum) ist eine Pflanzenart aus der Gattung Schöteriche (Erysimum) innerhalb der Familie Kreuzblütler (Brassicaceae). Sie kommt nur in den Alpen vor.

## Beschreibung

### Vegetative Merkmale
Der Schweizer Schöterich ist eine ausdauernde, krautige Pflanze und erreicht Wuchshöhen von 10 bis 50, in Extremfällen bis 120 Zentimetern. In höheren Lagen wächst sie immer rasig, in tieferen nicht unbedingt. Die Laubblätter sind manchmal entfernt gezähnelt. Die Haare sind zweistrahlig. 

### Generative Merkmale
Die Blütezeit liegt im Juni und Juli. Die Blüten stehen in endständigen traubigen Blütenständen zusammen; in tieferen Höhenlagen gibt es bis zu zwölf seitliche traubige Blütenstände unterhalb der endständigen, in höheren Lagen fehlen diese.
Die zwittrigen Blüten sind vierzählig. Die vier Kelchblätter sind an ihrer Basis deutlich ausgesackt und 8 bis 11 Millimeter lang. Die Kronblätter sind gelb und 14 bis 22 Millimeter lang. Die Staubbeutel 2 bis 4 Millimeter lang.  
Die Schoten enden in einem 2,6 bis 3,2 Millimeter langen Griffel, der von der Frucht deutlich abgesetzt ist. Die Samen sind an der Spitze schmal geflügelt. 
Es liegt Octoploidie mit einer Chromosomenzahl von 2n = 56 vor.

## Ökologie
Der Schweizer Schöterich ist ein Hemikryptophyt.
Die Bestäubung erfolgt durch Bienen oder durch Selbstbestäubung. Die Ausbreitung der Diasporen erfolgt anemochor und autochor.

## Vorkommen
Der Schweizer Schöterich ist in den Alpen Frankreichs und Italiens (in Südtirol vor allem im Vinschgau), in der Schweiz und in Tirol (Oberinntal) heimisch. In der Schweiz gilt er im Mittelland und an der Alpennordflanke als stark gefährdet (EN), sein Hauptverbreitungsgebiet liegt jedoch südlich des Alpenhauptkamms im Wallis, Tessin und in Graubünden.
Der Schweizer Schöterich wächst in Felsen, Gesteinsschutt und Trockenrasen auf steilen Hängen der collinen bis montanen Höhenstufe. Im pflanzensoziologischen System besteht eine Bindung an die Inneralpinen Felsensteppen (Stipo-Poion) und den Kontinentalen Steppen-Föhrenwald (Ononido-Pinion). In den Alpen entwickelt er sein Optimum in Pflanzengesellschaften der Festuco-Brometea von der kollinen bis zur alpinen Höhenstufe.
In der Schweiz werden folgende Arten als Erysimum rhaeticum agg. zusammengefasst: Erysimum insubricum Peccenini & Polatschek, Erysimum jugicola Jord., Erysimum rhaeticum (Hornem.) DC. und Erysimum sylvestre (Crantz) Scop. Die ökologischen Zeigerwerte für dieses Aggregat nach Landolt et al. 2010 sind in der Schweiz: Feuchtezahl F = 2 (mäßig trocken), Lichtzahl L = 4 (hell), Reaktionszahl R = 2 (sauer), Temperaturzahl T = 3 (montan), Nährstoffzahl N = 2 (nährstoffarm), Kontinentalitätszahl K = 4 (subkontinental).

## Taxonomie
Die Erstbeschreibung erfolgte unter dem Namen (Basionym) Cheiranthus rhaeticus Schleich. ex Hornem. durch Johann Christoph Schleicher ex Jens Wilken Hornemann. Die Neukombination zu Erysimum rhaeticum (Hornem.) DC. wurde 1821 durch Augustin-Pyrame de Candolle in Syst. Nat. 2, S. 503 veröffentlicht. Das Artepitheton rhaeticum bedeutet aus „Rätien“ (Schweiz). Weitere Synonyme für Erysimum rhaeticum (Hornem.) DC. sind: Erysimum augustanum Jord., Erysimum schaererianum Wallr., Erysimum segusianum Jord.